# Виксберг (Миссисипи)
Виксберг (англ. Vicksburg) — город в штате Миссисипи, США, административный центр округа Уоррен. В прошлом — один из важнейших портов на реке Миссисипи. В настоящее время знаменитый исторический и культурный центр штата, известный сражениями в ходе Гражданской войны между Севером и Югом. Население — около 20 тыс. человек (2020). Город известен своими казино, расположенными на набережной Миссисипи.

## География
Город расположен на западе штата в месте впадения реки Язу в реку Миссисипи на высоком и холмистом левом берегу Миссисипи, покрытом лесами.

## История
Городом Виксберг стал в 1826 году на месте деревушки Уолнат Хиллз. Его население быстро возросло в результате развития порта, работорговли, плантационного хозяйства (хлопчатник), важного оборонительного значения на западных рубежах страны. Население города достигло 20 тысяч человек. 
Гражданская война в США привела к упадку и запустению города и разорению его некогда богатых плантаторских семей. Согласно «Военной энциклопедии Сытина», из-за событий произошедших здесь в ходе этой войны, город был прозван «Американским Севастополем»; он был одним из главных укрепленных пунктов южан, но всё-таки был взят северянами после упорного сопротивления.

## Население
1850 — 3 678 чел.
1860 — 4 591 чел.
1870 — 12 443 чел.
1880 — 11 814 чел.
1890 — 13 373 чел.
1900 — 14 834 чел.
1910 — 20 814 чел.
1920 — 18 072 чел.
1930 — 22 943 чел.
1940 — 24 460 чел.
1950 — 27 948 чел.
1960 — 29 143 чел.
1970 — 25 478 чел.
1980 — 25 434 чел.
1990 — 20 908 чел.
2000 — 26 407 чел.
2010 — 23 856 чел.
2020 — 21 573 чел.
2023 — 20 192 чел.

Население современного Виксберга составляет около 20 тыс. человек (2023) и мало изменилось с конца XIX века. Афроамериканцы, потомки негров-рабов, завезённых из Африки, составляют 66,86 % населения города. Представители белой общины — составляют 27,69 % (почти 6 тыс. человек), среди которых немало иммигрантов из Ливана (арабы-христиане), основавших в городе православную церковь. Остальные — китайцы, вьетнамцы, мексиканцы (в последнее время увеличивается приток нелегальной рабочей силы из Мексики). Среднедушевой доход домохозяйства около 45 тыс. долларов в год. Средний возраст жителя 37,6 лет.